# Spilogona
Spilogona är ett släkte av tvåvingar. Spilogona ingår i familjen husflugor.

## Bildgalleri

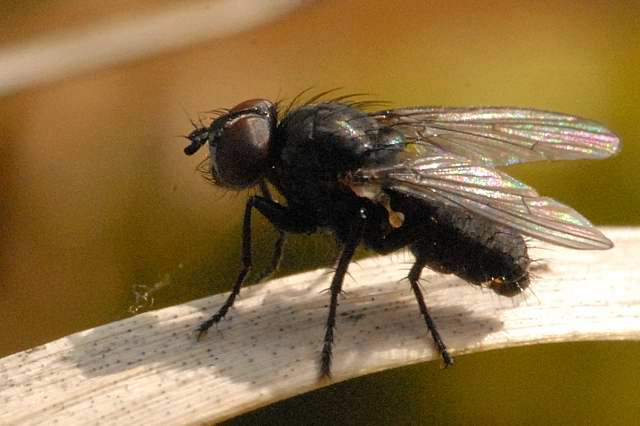
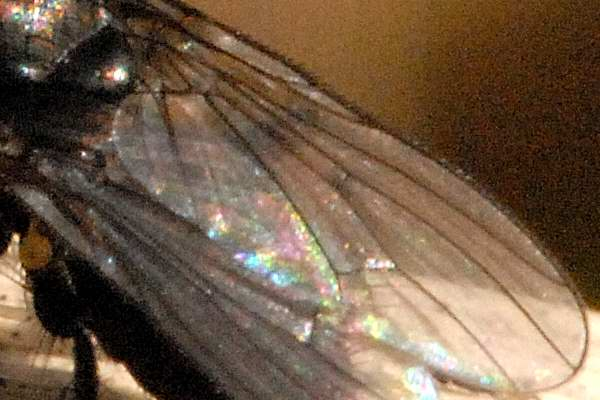
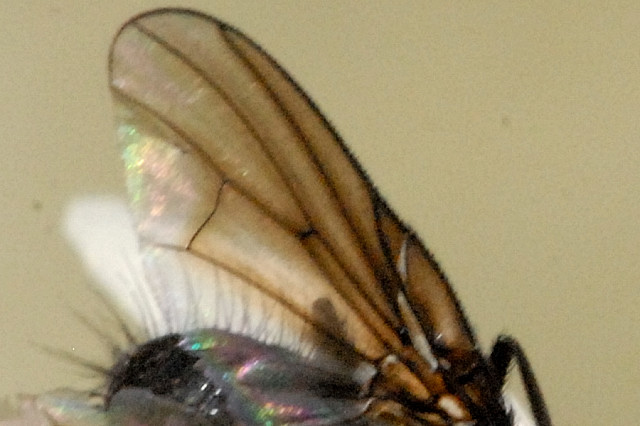
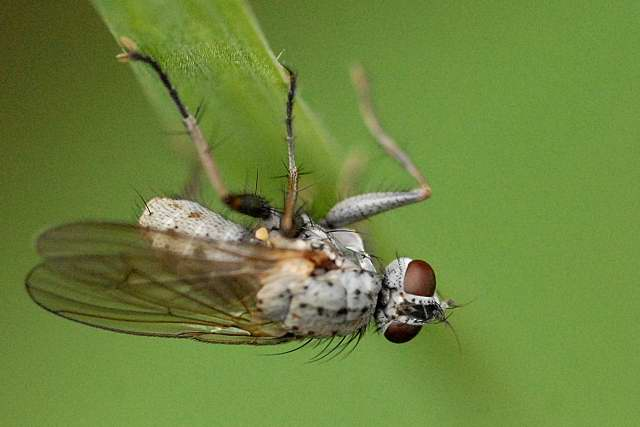

## Dottertaxa tillSpilogona, i alfabetisk ordning[1][2]
- Spilogona abnormis
- Spilogona acrostichalis
- Spilogona acuticornis
- Spilogona aenea
- Spilogona aerea
- Spilogona aestuarium
- Spilogona alberta
- Spilogona albiarenosa
- Spilogona albifrons
- Spilogona albinepennis
- Spilogona albisquama
- Spilogona almqvistii
- Spilogona alpica
- Spilogona anthrax
- Spilogona arcticola
- Spilogona arenosa
- Spilogona argentea
- Spilogona argenticeps
- Spilogona argentifrons
- Spilogona argentifrontata
- Spilogona argentiventris
- Spilogona aristalis
- Spilogona aterrima
- Spilogona atricans
- Spilogona atrisquamula
- Spilogona aucklandica
- Spilogona aureifaces
- Spilogona austriaca
- Spilogona badia
- Spilogona baltica
- Spilogona barrowensis
- Spilogona bathurstiana
- Spilogona bifimbriata
- Spilogona biguttata
- Spilogona biseriata
- Spilogona bisetosa
- Spilogona bomynensis
- Spilogona brevicornis
- Spilogona broweri
- Spilogona brunneifrons
- Spilogona brunneinota
- Spilogona brunneisquama
- Spilogona brunneivittata
- Spilogona calcaria
- Spilogona caliginosa
- Spilogona cana
- Spilogona capaciatrata
- Spilogona carbiarenosa
- Spilogona carbonaria
- Spilogona carbonella
- Spilogona caroli
- Spilogona changbaishanensis
- Spilogona chishimensis
- Spilogona churchillensis
- Spilogona ciliatocosta
- Spilogona clarans
- Spilogona coenosides
- Spilogona comata
- Spilogona compacta
- Spilogona concolor
- Spilogona concomitans
- Spilogona confluens
- Spilogona consortis
- Spilogona contigua
- Spilogona contractifrons
- Spilogona cordyluraeformis
- Spilogona costalis
- Spilogona crepusculenta
- Spilogona cretans
- Spilogona curvipes
- Spilogona dasyoomma
- Spilogona dasyops
- Spilogona deflorata
- Spilogona denigrata
- Spilogona denudata
- Spilogona depressiuscula
- Spilogona depressula
- Spilogona despar
- Spilogona digressa
- Spilogona dimorpha
- Spilogona dispar
- Spilogona disparata
- Spilogona dolosa
- Spilogona dorsata
- Spilogona dorsostriata
- Spilogona empeliogaster
- Spilogona enallos
- Spilogona eximia
- Spilogona extensa
- Spilogona falleni
- Spilogona fatima
- Spilogona ferrari
- Spilogona fimbriata
- Spilogona firmidisetosa
- Spilogona flavinervis
- Spilogona flaviventris
- Spilogona forticula
- Spilogona frontulenta
- Spilogona fuliginosa
- Spilogona fulvescens
- Spilogona fulvibasis
- Spilogona fulvipollinosa
- Spilogona fumicosta
- Spilogona fuscotriangulata
- Spilogona genualis
- Spilogona gibsoni
- Spilogona gilvicornis
- Spilogona gobiensis
- Spilogona golbachi
- Spilogona gracilicornis
- Spilogona grisecens
- Spilogona griseola
- Spilogona hardangervidensis
- Spilogona heliniformis
- Spilogona hirticeps
- Spilogona hissarensis
- Spilogona hudsoni
- Spilogona humeralis
- Spilogona hurdiana
- Spilogona hypopygialis
- Spilogona imitatrix
- Spilogona immaculiventris
- Spilogona impar
- Spilogona incauta
- Spilogona incerta
- Spilogona infuscata
- Spilogona instans
- Spilogona insularis
- Spilogona japonica
- Spilogona karelica
- Spilogona katahdin
- Spilogona krogerusi
- Spilogona kunjirapensis
- Spilogona kuntzei
- Spilogona lapponica
- Spilogona lasiophthalma
- Spilogona latifascia
- Spilogona latilamina
- Spilogona latimana
- Spilogona leptocerci
- Spilogona leucogaster
- Spilogona liberia
- Spilogona limnophorina
- Spilogona limpida
- Spilogona litorea
- Spilogona littoralis
- Spilogona longipes
- Spilogona maculipennis
- Spilogona magnicauda
- Spilogona magnipunctata
- Spilogona malaisei
- Spilogona marginifera
- Spilogona marina
- Spilogona marriotti
- Spilogona meadei
- Spilogona medialis
- Spilogona megastoma
- Spilogona melanosoma
- Spilogona melas
- Spilogona micans
- Spilogona minuta
- Spilogona minycalyptrata
- Spilogona monacantha
- Spilogona murina
- Spilogona mydaeinaformis
- Spilogona narina
- Spilogona natalensis
- Spilogona nigerrima
- Spilogona nigrifemur
- Spilogona nigriventris
- Spilogona nitidicauda
- Spilogona nobilis
- Spilogona nordenskioldi
- Spilogona norvegica
- Spilogona novaesibiriae
- Spilogona novemmaculata
- Spilogona nutara
- Spilogona obscura
- Spilogona obscuripennis
- Spilogona obsoleta
- Spilogona ocularia
- Spilogona opaca
- Spilogona ordinata
- Spilogona orthosurstyla
- Spilogona pacifica
- Spilogona padlei
- Spilogona palmeni
- Spilogona pamirensis
- Spilogona parvimaculata
- Spilogona pectinisetodes
- Spilogona pennata
- Spilogona perambulata
- Spilogona placida
- Spilogona princeps
- Spilogona projecta
- Spilogona pruinella
- Spilogona pseudodispar
- Spilogona puberula
- Spilogona pubiceps
- Spilogona pulchra
- Spilogona pulvicrura
- Spilogona pusilla
- Spilogona pygmaea
- Spilogona quasifasciata
- Spilogona quinquelineata
- Spilogona quinquesetosa
- Spilogona rapax
- Spilogona reflecta
- Spilogona robusta
- Spilogona rufa
- Spilogona rufitarsis
- Spilogona salmita
- Spilogona sanctipauli
- Spilogona scutulata
- Spilogona sectata
- Spilogona semiargentata
- Spilogona semicinerea
- Spilogona semifasciata
- Spilogona semiglobosa
- Spilogona separata
- Spilogona septemnotata
- Spilogona septentrionalis
- Spilogona seticaudalis
- Spilogona seticosta
- Spilogona setigera
- Spilogona setilamellata
- Spilogona setinervis
- Spilogona setipes
- Spilogona setulosa
- Spilogona shanxiensis
- Spilogona sjostedti
- Spilogona solitariana
- Spilogona sordidipennis
- Spilogona sorenseni
- Spilogona sororcula
- Spilogona sospita
- Spilogona spectabilis
- Spilogona spinicosta
- Spilogona spinicostalis
- Spilogona spininervis
- Spilogona spinipes
- Spilogona spiniterebra
- Spilogona stackelbergi
- Spilogona subfasciata
- Spilogona subnotata
- Spilogona surda
- Spilogona suspecta
- Spilogona sychevskayae
- Spilogona taeniata
- Spilogona taheensis
- Spilogona tendipes
- Spilogona tenuicornis
- Spilogona tenuis
- Spilogona tetrachaeta
- Spilogona tianchia
- Spilogona tibetana
- Spilogona tornensis
- Spilogona torreyae
- Spilogona tranguligera
- Spilogona transvaalensis
- Spilogona triangulifera
- Spilogona trianguligera
- Spilogona trichops
- Spilogona trigonata
- Spilogona trigonifera
- Spilogona trilineata
- Spilogona trisetalis
- Spilogona tundrae
- Spilogona tundrarum
- Spilogona tundrica
- Spilogona turbidipennis
- Spilogona ugandensis
- Spilogona unispinata
- Spilogona varsaviensis
- Spilogona veterrima
- Spilogona villosa
- Spilogona wrangeli
- Spilogona xuei
- Spilogona yaluensis
- Spilogona zaitzevi